# Vers-sur-Selle

Vers-sur-Selle este o comună în departamentul Somme, Franța. În 1 ianuarie 2022 avea o populație de 862 de locuitori.